# 黄花亚菊
黄花亚菊（学名：Ajania nubigena）为菊科亚菊属的植物。分布于印度、锡金、尼泊尔以及中国大陆的西藏等地，生长于海拔3,900米至4,100米的地区，多生长于山坡，目前尚未由人工引种栽培。